# Santiago Lambre
Santiago Lambre Della Groce (Porto Alegre, Brasil; 23 de julio de 1975) es un jinete brasileño nacionalizado mexicano que compitió en la modalidad de salto ecuestre. Ganó una medalla de plata en los Juegos Panamericanos de 2003, en la prueba por equipos.

## Palmarés internacional
| Juegos Panamericanos | Juegos Panamericanos            | Juegos Panamericanos | Juegos Panamericanos |
| Año                  | Lugar                           | Medalla              | Categoría            |
| -------------------- | ------------------------------- | -------------------- | -------------------- |
| 2003                 | Santo Domingo (Rep. Dominicana) | Medalla de plata     | Por equipos          |